# Kociugi
Kociugi – wieś w Polsce położona w województwie wielkopolskim, w powiecie leszczyńskim, w gminie Krzemieniewo.
W roku 2011 wieś liczyła 242 mieszkańców i należy do parafii Pawłowice.
Pierwsza wzmianka o wsi Kociugi pochodzi z roku 1397. Od roku 1782 aż do wybuchu drugiej wojny światowej wieś należała do majątku hrabiów Mielżyńskich.
W latach 1975−1998 miejscowość administracyjnie należała do województwa leszczyńskiego.